# From the Muddy Banks of the Wishkah
From the Muddy Banks of the Wishkah är ett livealbum av grungebandet Nirvana. Släpptes 1 oktober 1996 och innehåller liveinspelningar från 1989 till 1994.

## Låtlista
1. "Intro" (0:52)
2. "School" (2:40) - 25 november 1991 (Paradiso, Amsterdam, Nederländerna)
3. "Drain You" (3:34) - 28 december 1991 (Westwood One, Del Mar, Kalifornien)
4. "Aneurysm" (4:31) - 28 december 1991 (Westwood One, Del Mar, Kalifornien)
5. "Smells Like Teen Spirit" (4:47) - 28 december 1991 (Westwood One, Del Mar, Kalifornien)
6. "Been a Son" (2:07) - 25 november 1991 (Paradiso, Amsterdam, Nederländerna)
7. "Lithium" (4:10) - 25 november 1991 (Paradiso, Amsterdam, Nederländerna)
8. "Sliver" (1:55) - 10 november 1993 (Civic Center, Springfield, Massachusetts)
9. "Spank Thru" (3:10) - 19 november 1991 (Il Castello Vi de Porta, Castello 41, Rom, Italien)
10. "Scentless Apprentice" (3:31) - 19 november 1991 (Pier 48, Seattle, Washington)
11. "Heart-Shaped Box" (4:41) - 30 december 1993 (Great Western Forum, Inglewood, Kalifornien)
12. "Milk It" (3:45) - 7 januari 1994 (Seattle Center Arena, Seattle, Washington)
13. "Negative Creep" (2:43) - 31 oktober 1991 (Paramount Theatre, Seattle, Washington)
14. "Polly" (2:30) - 3 december 1989 (London Astoria, London, England)
15. "Breed" (3:28) - 3 december 1989 (London Astoria, London, England)
16. "tourette's" (1:55) - 30 augusti 1992 (Fujisankei Communications International, Reading, England)
17. "Blew" (3:36) - 25 november 1991 (Paradiso, Amsterdam, Nederländerna)

### Bonuslåt på LP-utgåvan
1. "Obetitlad låt" (5:47) (innehåller outtakes och diverse material från Nirvanas konserter)